# Dortmunder Actien-Brauerei
 (avril 2021).
Si vous disposez d'ouvrages ou d'articles de référence ou si vous connaissez des sites web de qualité traitant du thème abordé ici, merci de compléter l'article en donnant les références utiles à sa vérifiabilité et en les liant à la section « Notes et références ».
La Dortmunder Actien-Brauerei (DAB) est une brasserie à Dortmund.

## Histoire

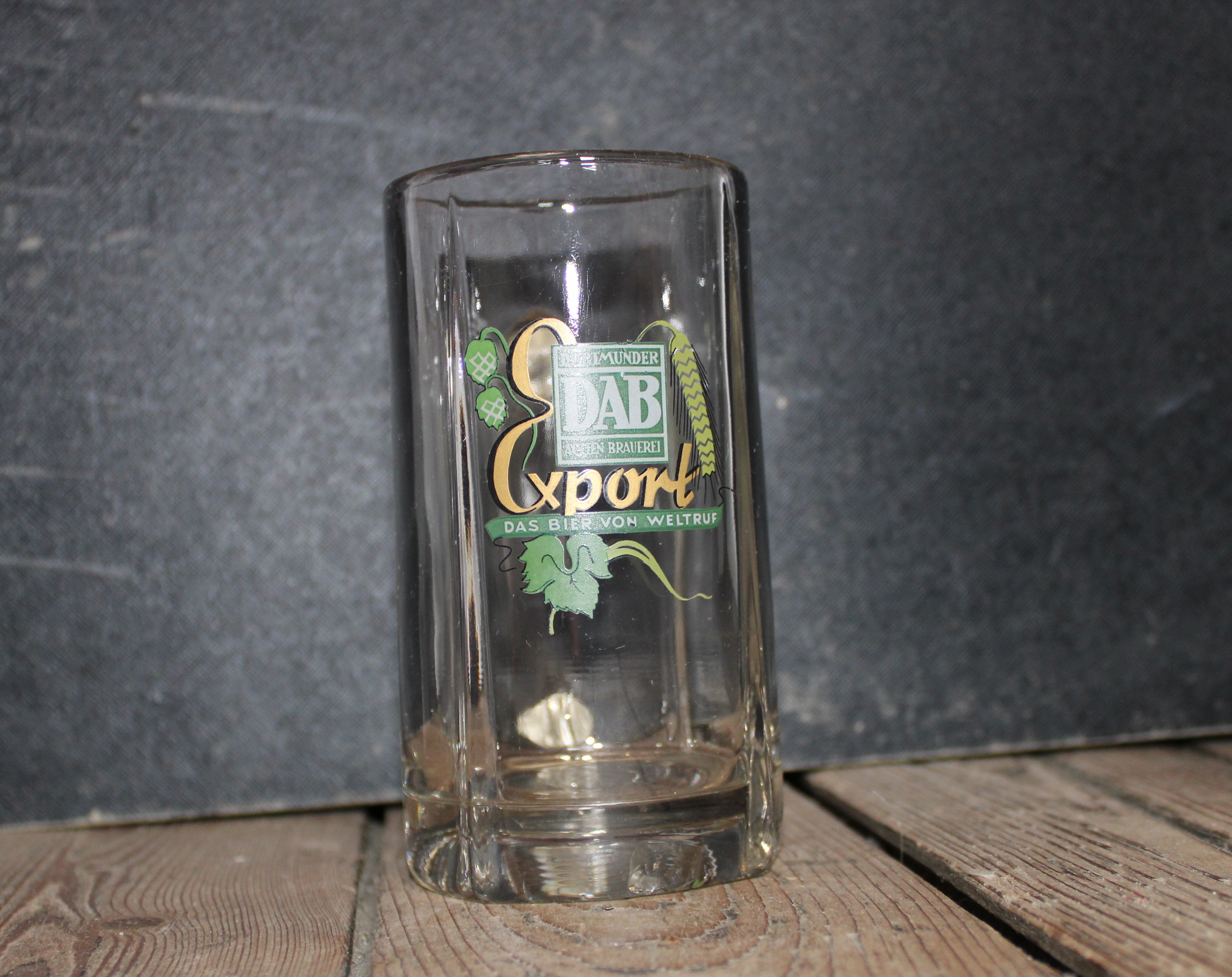
Vieille chope DAB export.

La société est fondée en 1868 par les commerçants de Dortmund Laurenz Fischer, Heinrich et Friedrich Mauritz avec le maître brasseur Heinrich Herberz sous le nom de Bierbrauerei Herberz & Co. En 1872, elle prend le nom de Dortmunder Actien-Brauerei.
Elle suit une stratégie d'exportation à partir de 1879. La bière, produite à partir de 1881 principalement sous le nom de « Dortmunder Helles », dans un style brassicole à fermentation basse, est exportée vers tous les continents. La même année, sous la direction personnelle de Carl von Linde, une des premières machines de réfrigération inventées par lui est mise en place. En 1885, la production annuelle dépasse 100 000 hectolitres. La DAB établit un laboratoire de chimie bactériologique en 1893.
Heinrich Mauritz meurt en 1894 ; en 1895, son fils Theodor prend la présidence du conseil de surveillance. Au début du siècle, la brasserie a une production annuelle de 160 000 hectolitres, puis en 1913, de 250 000 hectolitres. 
Lorsque le processus de concentration après la Première Guerre mondiale ramène le nombre de brasseries de Dortmund de 28 à 8, DAB, déjà en expansion, acquiert la brasserie Tremonia et la brasserie de l'abbaye de Meininghaus. En 1930, les ventes de bière atteignaient 770 000 hectolitres. En 1944, Theodor Mauritz décède et son fils Otto Mauritz prend la présidence du conseil de surveillance.
Après la Seconde Guerre mondiale, les installations de production détruites sont reconstruites. En 1959, DAB devient la deuxième brasserie de la République fédérale d'Allemagne à produire un million d'hectolitres et, en 1968, célèbre son 100e anniversaire avec une production annuelle de 1,6 million d'hectolitres. En 1971, le Dortmunder Actien-Brauerei reprend la majorité des actions du concurrent local Dortmund Hansa et déménage le 5 mars 1982 dans le nouveau bâtiment de la Burgholzstraße, le lieu historique de l'ancien Borussia-Brauerei  et plus tard Hansa-Brauerei. Le siège de la brasserie est resté jusqu'en 1983 sur la Rheinische Straße. Le prix d'achat est généralement considéré comme trop élevé. DAB ne peut pas se remettre des charges financières pendant plusieurs années. La nouvelle DAB est la plus grande brasserie de la Ruhr en 1984 avec une production annuelle de 2,6 millions d'hectolitres.
L'acquisition en 1996 de la marque et des droits de distribution de la brasserie privée Dortmunder Kronen n'empêche pas la tendance à la baisse. En 1997, DAB augmente sa capacité de brassage de 3,4 millions à 4 millions d'hectolitres. En 2001, le Conseil de surveillance établit un surendettement, la Binding-Brauerei assure l'opération avec des prêts.
En 2002, les anciens actionnaires démissionnent après le squeeze-out mené par le Radeberger Gruppe, filiale de Dr. Oetker.